# 塞帕瓦區
塞帕瓦區（西班牙語：Distrito de Sepahua），是秘魯的一個區，位於該國東部烏卡亞利大區的阿塔拉亞省，始建於1982年6月1日，面積8,223.63平方公里，海拔高度276米，2005年人口6,696，人口密度每平方公里0.81人。